# NGC 7160

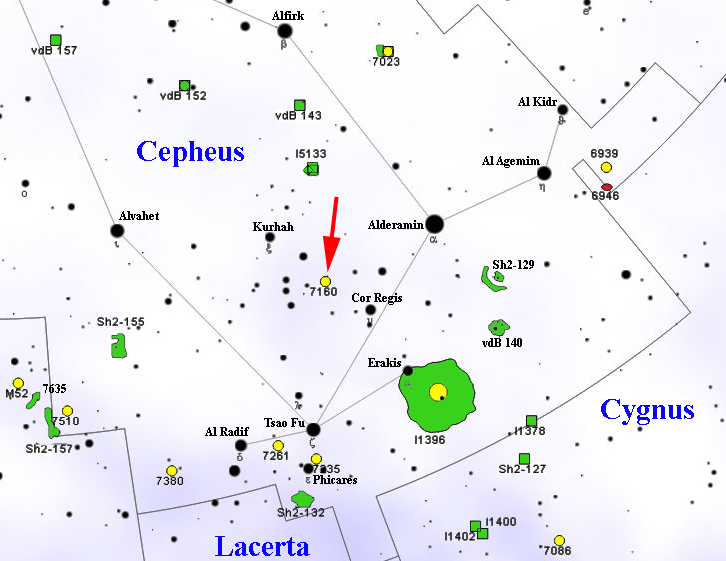
Vị trí của NGC 7160 trên bầu trời.

NGC 7160 là tên của một cụm sao mở nằm trong chòm sao Tiên Vương. Vào ngày 9 tháng 11 năm 1789, nhà thiên văn học người Anh gốc Đức William Herschel phát hiện. Cụm sao này cũng được một nhà thiên văn học khác cùng là người Anh tên là John Herschel quan sát được vào ngày 7 tháng 10 năm 1829. Cụm sao này cách 2570 năm ánh sáng và là một cụm sao nghèo vật chất với độ đặc ở vùng trung tâm thấp. Nó là một phần của liên kết sao Cepheus OB2, nằm ở phía 1 độ của hướng nam-tây nam của sao VV Cephei.
NGC 7160 là một cụm sao trẻ mà tuổi ước tính của nó xấp xỉ là 10 đến 19 triệu năm. Cụm sao này khi quan sát bằng kính viễn vọng Không gian Spitzer và kính thiên văn Herschel thì cho thấy là không có sự phát ra hồng ngoại. Điều này cho thấy rằng đám mây phân tử của nó đã bị loại bỏ.
Bán kính phần lõi của cụm sao này là 0,73 parsec trong khi bán kính thủy triều của nó là 5,7 parsec. Trong số các ngôi sao của cụm sao này có EM Cephei (cấp sao biểu kiến là 7,03), một ngôi sao biến quang có quang phổ thay đổi từ B sang Be. Khối lượng của cái đĩa cạnh ngôi sao này bị mất đi một khối lượng khoảng (6 ± 3)×10−11 lần khối lượng mặt trời trong 1 năm.

## Dữ liệu hiện tại
Theo như quan sát, đây là thiên hà nằm trong chòm sao Tiên Vương và dưới đây là một số dữ liệu khác:
Xích kinh 21h 53m 40s
Độ nghiêng +62° 36′ 12″
Cấp sao biểu kiến 6.1 
Kích thước biểu kiến 13'
Khối lượng 105 lần khối lượng mặt trời